# Paraeupolymnia carus
Paraeupolymnia carus är en ringmaskart som beskrevs av Young och Kritzler 1987. Paraeupolymnia carus ingår i släktet Paraeupolymnia och familjen Terebellidae. Inga underarter finns listade i Catalogue of Life.